# Tramway de Kiev

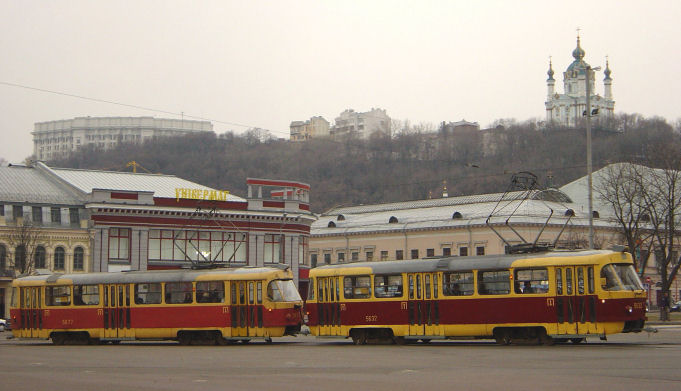
Rames du tramway de Kiev, sur la place Kontraktova

Le tramway de Kiev est le réseau de tramways de la ville de Kiev, la capitale et la plus grande ville de l'Ukraine. Le réseau est composé de dix-neuf lignes pour 139,9 kilomètres de voies. Mis en service en 1898, il est historiquement le premier réseau de tramways électrifié de l'Empire russe, le dixième d'Europe et troisième d'Europe de l'Est, après celui de Budapest en 1888 et de Prague en 1891.

## Réseau actuel

### Liste des lignes
Le réseau compte actuellement 22 lignes :
- 1 – Michajliwśka Borszahiwka (Михайлівська Борщагівка) – Wułycia Starowokzalna (Вулиця Старовокзальна)
- 2 – Michajliwśka Borszahiwka (Михайлівська Борщагівка) – Stancija "Kilcewa doroha" (Станція "Кільцева дорога")
- 3 – Wułycia Starowokzalna (Вулиця Старовокзальна) – Stancija "Kilcewa doroha" (Станція "Кільцева дорога")
- 4 – Stancija metro "Herojiw Dnipra" (Станція метро "Героїв Дніпра") – Wułycia Łajosza Hawro (Вулиця Лайоша Гавро)
- 5 – Kontraktowa płoszcza (Контрактова площа) – bulwar Drużby narodiw (бульвар Дружби народів) – linia zlikwidowana w lutym 2011
- 7 – Puszcza-Wodycia (Пуща-Водиця) – Płoszcza Tarasa Szewczenka (Площа Тараса Шевченка)
- 8 – St. metro "Pozniaky" (Ст. метро "Позняки") – St. metro "Lisowa" (Ст. метро "Лісова")
- 11 – St. metro "Kontraktowa płoszcza" (ст. метро "Контрактова площа") – Wułycia Łajosza Hawro (Вулиця Лайоша Гавро)
- 12 – Kontraktowa płoszcza (Контрактова площа) – Puszcza-Wodycia (Пуща-Водиця)
- 14 – Kontraktowa płoszcza (Контрактова площа) – Awtohennyj zawod (Автогенний завод)
- 15 – Wułycia Starowokzalna (Вулиця Старовокзальна) – Awtohennyj zawod (Автогенний завод)
- 16 – Wułycia Semena Sklarenka (Вулиця Семена Скляренка) – Stancija metro "Herojiw Dnipra" (Станція метро "Героїв Дніпра")
- 18 – Kontraktowa płoszcza (Контрактова площа) – Wułycia Starowokzalna (Вулиця Старовокзальна)
- 19 – Kontraktowa płoszcza (Контрактова площа) – Płoszcza Tarasa Szewczenka (Площа Тараса Шевченка)
- 22 – Bulwar Perowa (Бульвар Перова) – Zawod zalizobetonnych konstrukcij (Завод залізобетонних конструкцій)
- 23 – Bulwar Perowa (Бульвар Перова) – Darnyćkyj wahonoremontnyj zawod (Дарницький вагоноремонтний завод)
- 25 – Zawod zalizobetonnych konstrukcij (Завод залізобетонних конструкцій) – Charkiwśkyj masyw (Харківський масив)
- 28 – Stancija "Watutina" (Станція "Ватутіна") – Wułycia Ołeksandra Saburowa (Вулиця Олександра Сабурова)
- 29 – Stancija metro "Lisowa" (Станція метро "Лісова") – Хутір Червоний (Chutir Czerwonyj)
- 32 – Stancija metro "Lisowa" (Станція метро "Лісова") – Darnyćkyj wahonoremontnyj zawod (Дарницький вагоноремонтний завод)
- 33 – Darnyćkyj wahonoremontnyj zawod (Дарницький вагоноремонтний завод) – Wułycia Ołeksandra Saburowa (Вулиця Олександра Сабурова)
- 35 – Wułycia Ołeksandra Saburowa (Вулиця Олександра Сабурова) – Stancija metro "Lisowa" (Станція метро "Лісова")

## Matériel roulant
| Constructeur                  | Modèle  | Nombre | Années delivraison | Photo |
| ----------------------------- | ------- | ------ | ------------------ | ----- |
| ČKD Tatra                     | T3      | 10     |                    |       |
| ČKD Tatra                     | T3SU    | 191    |                    |       |
| ČKD Tatra                     | T3SUCS  | 49     |                    |       |
| ČKD Tatra                     | T3R.P   | 6      |                    |       |
| ČKD Tatra                     | T3UA-3  | 6      | 2011 - 2012        |       |
| ČKD Tatra                     | T6B5SU  | 53     | 1985 - 1991        |       |
| ČKD Tatra                     | T6B5    | 2      | 1994               |       |
| Tatra-Yug                     | K1      | 9      | 2008-2011          |       |
| Tatra-Yug                     | K1M     | 3      | 2012               |       |
| Tatra-Yug                     | K1M8    | 4      | 2010 - 2012        |       |
| KPT "Kyivpastrans"            | K3R-NNP | 1      | 2013               |       |
| Electrontrans                 | T5B64   | 1      | 2015               |       |
| Kiev Electric Transport Plant | KT3UA   | 13     | 2004 - 2012        |       |
| Kiev Electric Transport Plant | KT3UA   | 13     | 2004 - 2012        |       |
| PESA                          | Twist   | 10+40  | 2016 & 2018        |       |